# 吴式彬
吴式彬，清朝政治人物。
宣统二年（1910年），擔任利川知县。